# Mauricio Kartun
Mauricio Kartun (San Martín; 17 de noviembre de 1946) es un dramaturgo y director de teatro argentino. Ha recibido numerosos premios en su extensa carrera. Algunas de sus obras son: El niño argentino, Chau Misterix, El partener, La casita de los viejos, Sacco y Vanzetti, La Madonnita, Ala de criados, Salomé de chacra y Terrenal. Pequeño misterio ácrata.

## Actividad profesional
A partir de 1968 estudió Dirección Teatral primero con Jorge De La Chiessa y luego con Oscar Fessler. En 1969 estudió Dramaturgia con Pedro D’Alessandro y en 1972 lo hizo con Ricardo Monti. En 1972 estudió Actuación con Augusto Boal y hasta 1974 fue profesor Ayudante de la Cátedra de Historia Nacional y Popular, en la Facultad de Ciencias Económicas de la Universidad de Buenos Aires.
En 1973 estrenó en el Teatro Comedia, de la Provincia de Buenos Aires, la obra Civilización... ¿o barbarie? que escribiera en colaboración con Humberto Rivas. Le siguieron en 1976 Gente muy así en el Teatro de la Cortada (Buenos Aires), en 1978 El hambre da para todo en el Teatro Arriba Concert y en 1980 Chau Misterix en el Teatro Auditorio Kraft, de Buenos Aires. Su obra La casita de los viejos se estrenó en el Teatro Abierto ’82, Sala Margarita Xirgu (1982), Cumbia morena cumbia lo fue en Teatro Abierto ’83 (1983). Desde la lona se entrenó en la Sala Carlos Carella, en 1997 (Buenos Aires).
Ejerció hasta 1984 la Dirección del Taller de Dramaturgia de Trelew (Provincia de Chubut) y hasta 1986 la Cátedra de Dramaturgia de la Escuela Teatro de la Ribera. En 1987 se estrenó su obra Pericones en el Teatro General San Martín y al año siguiente lo fue El partener en el Teatro Lorange, de Buenos Aires. Este mismo año dirige el Taller de Dramaturgia de Paraná (Provincia de Entre Ríos).
Entre 1991 y 2003 fue profesor asociado de la Cátedra Práctica Integrada II - Creación Colectiva de la Escuela Superior de Teatro de la Universidad Nacional del Centro de la Provincia de Buenos Aires y hasta 2001 tuvo a su cargo la Supervisión del Departamento de Dramaturgia de la Escuela de Arte Dramático (Gobierno de la Ciudad de Buenos Aires).
En 1992 estrenó Sacco y Vanzetti en el Teatro Metropolitan y Salto al cielo en el Teatro de la Campana, ambos de Buenos Aires. Ese año creó con Roberto Perinelli, la carrera de Dramaturgia en la Escuela Municipal de Arte Dramático (EMAD). Al año siguiente se estrenó en el Teatro Nacional Cervantes, su obra Lejos de aquí escrita en colaboración con Roberto Cossa. En 1994 estrenó en la Sala Fundación Banco Patricios su obra La comedia es finita escrita en colaboración con Claudio Gallardou y al año siguiente en el Teatro General San Martín La leyenda de Robin Hood, escrita en colaboración con Tito Loréfice. En 1997 estrenó Desde la lona en el Ciclo Teatro Nuestro, Sala Carlos Carella, y al año siguiente hace lo propio con Rápido Nocturno, aire de foxtrot en el Teatro General San Martín. 
En 2002 estrenó en el Teatro Regio de Buenos Aires una versión de El zoo de Cristal, de Tennessee Williams, dirigida por Alicia Zanca, y al año siguiente estrenó en el Teatro San Martín su obra La Madonnita, luego reestrenada bajo su dirección. En 2006 estrenó en la Sala Cunill Cabanellas del Teatro San Martín su pieza El niño argentino, reestrenada al año siguiente en el Teatro Regina. Durante la temporada 2009/2010 montó en el Teatro del Pueblo de Buenos Aires su pieza Ala de criados. Durante 2011 estrenó en la mencionada Sala Cunill su pieza Salomé de chacra que pasó en el 2012 a la sala mayor del Teatro del Pueblo. En 2013 se estrenó la película documental Kartun, el año de Salomé, referida a la obra y personalidad de Kartun, centrada en el proceso de creación de esta obra. Durante las temporadas 2014/15/16/17 su nueva producción, Terrenal. Pequeño misterio ácrata, se representa en el Teatro del Pueblo.

## Obras estrenadas
- Civilización...¿o barbarie?, en colaboración con Humberto Riva. 1973.
- Gente muy así. 1976.
- El hambre da para todo. 1978.
- Chau Misterix. 1980.
- La casita de los viejos. 1982.
- Cumbia morena cumbia. 1983.
- Pericones. 1987.
- El partener. 1988.
- Sacco y Vanzetti. 1992.
- Salto al cielo. 1992.
- Corrupción en el Palacio de Justicia. Versión de la pieza de Ugo Betti. 1993.
- Lejos de aquí. En colaboración con Roberto Cossa. 1993.
- La comedia es finita. En Colaboración con Claudio Gallardou. 1994.
- Volpone. Versión libre de la pieza de Ben Jonson. En colaboración con David Amitín. 1995.
- Aquellos gauchos judíos. Letra de canciones. Texto de Roberto Cossa y Ricardo Halac. 1995.
- La leyenda de Robin Hood. Teatro San Martín. Sala Casacuberta. En colaboración con Tito Loréfice. 1996.
- Arlequino. Letra de canciones. Versión de Claudio Gallardou de Il servitore di due padroni, de Carlo Goldoni. 1996/97.
- Desde la lona. 1997.
- El pato salvaje. Versión de la pieza de Henrik Ibsen. En colaboración con David Amitín. 1997.
- Rápido Nocturno, aire de foxtrot. Teatro General San Martín. Sala Casacuberta. 1998.
- Los pequeños burgueses. Versión de la obra de Máximo Gorki. Teatro Gral. San Martín. Sala Casacuberta. 2001.
- El zoo de Cristal. Versión de la obra de Tennessee Williams. Complejo Teatral de la Ciudad de Buenos Aires. Teatro Regio. 2002.
- Perras. En colaboración con Enrique Federman, Néstor Caniglia y Claudio Martínez Bel. 2002.
- Romeo y Julieta. Versión de la obra de William Shakespeare. Complejo Teatral de la Ciudad de Buenos Aires. Teatro Regio. 2003.
- La Madonnita. Teatro General San Martín. Sala Cunill Cabanellas. 2003.
- El niño argentino (2006)
- Ala de criados (2009)
- Salomé de chacra (2011)
- Terrenal. Pequeño misterio ácrata (2014)
- Salvajada (2015)
- La suerte de la fea (2016)

## Publicaciones
- "Chau Misterix" por Editorial Autores (1983)
- "La casita de los viejos" y "Cumbia morena cumbia" por Editorial Autores (1985).
- "El partener" por la Universidad Nacional del Litoral en la Serie Teatro Argentino (1989)
- "El partener" por Girol Books de Canadá (1993).
- "Obras Completas" 1° tomo, que incluye "Chau", "Misterix", "La casita de los viejos", "Cumbia morena cumbia" y "Pericones" por Editorial Corregidor (1993).
- "Salto al cielo" por Girol Books de Canadá (1993).
- "Lejos de aquí" en la Revista Conjunto, de Cuba (1995).
- "Como un puñal en las carnes" en Revista Teatro XXI (1996)
- "Obras Completas" 2° tomo, que incluye "Desde la lona", "Rápido nocturno" y "Como un puñal en las carnes" por Editorial Corregidor (1999)
- "Obras Completas" 2° tomo, que incluye "Desde la lona", "Rápido nocturno" y "Como un puñal en las carnes" por Ediciones Casa de América (Madrid) (1999)
- "Escritos 1975-2001", recopilación de escritos teóricos, por Libros del Rojas, Universidad de Buenos Aires (2001)
- "Sacco y Vanzetti" por Adriana Hidalgo Editora (2001)
- "El niño argentino" por Ed. Atuel (2006).
- "Sacco y Vanzetti. Dramaturgia sumaria de documentos sobre el caso" por Casa de las Américas, Cuba (2007).
- "El Niño Argentino" por Editorial Losada y Complejo Teatral de Ciudad de Buenos Aires) (2007).
- "Una conceptiva ordinaria para el dramaturgo criador" por PASODEGATO, México (2007).
- "Tríptico patronal" por Ed. Atuel. 2013.
- "Terrenal. Pequeño misterio ácrata" por Ed. Atuel (2014)
- "Escritos 1975-2015" por Ed. Colihue (2015)

## Premios
- 1983 Premio Argentores por Cumbia morena cumbia.
- 1987 Segundo Premio Nacional y Segundo Premio Municipal en la categoría "obra estrenada" por Pericones.
- 1987 Segundo Premio Municipal en la categoría "obra inédita" y una mención especial en el Premio Casa de las Américas (La Habana, Cuba) por El partener.
- 1988 Premio Meridiano de Plata por El partener.
- 1989 Premio Discepolín "Personalidad destacada en la Cultura Argentina".
- 1991 Premio al Mejor Autor Nacional de la Asociación de Cronistas del Espectáculo por su obra Sacco y Vanzetti.
- 1993 Premio Prensario a la Mejor comedia por Lejos de aquí.
- 1994 Premio Konex - Diploma al Mérito a las cinco mejores figuras de la última década de las Letras Argentinas en la disciplina "Teatro".
- 1994 Premio Asociación Cronistas del Espectáculo en el rubro Mejor espectáculo de humor, por La comedia es finita.
- 1995 Tercer Premio Nacional por Salto al cielo.
- 1997 Primer Premio Fondo Nacional de las Artes (concurso de obras inéditas) por Rápido Nocturno, aire de foxtrot.
- 1998 Premio Leónidas Barletta a la trayectoria teatral.
- 1999 Recibe la Beca Fundación Antorchas para trabajar en el texto El niño argentino.
- 2000 Primer Premio Nacional por Desde la lona.
- 2003 Premio de la Revista Teatro XXI en la categoría "Mejor obra dramática de autor argentino" por La Madonnita.
- 2004 Premios Konex de Platino a la mejor figura de la última década de las Letras Argentinas en la disciplina "Teatro: Quinquenio 1999-2003".
- 2007 Premio ACE a la Mejor dirección por El niño argentino.
- 2007 Premio Teatro del Mundo Categoría: Dramaturgia por El niño argentino.
- 2007 Premio Teatro del Mundo Categoría: Dirección por El niño argentino.
- 2007 Premio Teatro XXI a la Mejor obra Dramática por El niño argentino.
- 2007 Premio Clarín Espectáculos al Mejor Espectáculo del Circuito Oficial por El niño argentino.
- 2007 Premio Trinidad Guevara al Mejor autor por El niño argentino.
- 2007 Premio Florencio Sánchez al Mejor Autor por El niño argentino.
- 2007 Premio Argentores a la Mejor obra por El niño argentino.
- 2008 Premio Podestá. Asociación Argentina de Actores. Mención Especial.
- 2009 Premio Teatro del Mundo. Universidad de Buenos Aires. Categoría: Dramaturgia. Por Ala de criados.
- 2009 Premio Teatro del Mundo. Universidad de Buenos Aires. Categoría: Dirección. Por Ala de criados.
- 2009 Premio Clarín Espectáculos al Mejor Espectáculo del Circuito Off por Ala de criados.
- 2009 Premio Clarín Espectáculos al Mejor Autor por Ala de criados.
- 2009 Premio del Espectador. Escuela de Espectadores de Buenos Aires. Por la dirección y dramaturgia de Ala de criados.
- 2010 Premio ACE (Asociación Cronistas del Espectáculo) Mejor obra nacional por Ala de criados.
- 2010 Premio ACE (Asociación Cronistas del Espectáculo) Mejor director de teatro alternativo por Ala de criados.
- 2010 Premio ACE (Asociación Cronistas del Espectáculo) ACE de Oro a la figura destacada de la temporada.
- 2010 Premio Teatro XXI. GETEA. Mejor obra nacional. Por Ala de criados.
- 2010 Premio Argentores. Categoría Teatro. Por Ala de criados.
- 2010 Premio Medalla del Bicentenario. Gobierno de la Ciudad de Buenos Aires. Personalidad destacada.
- 2014 Premio Konex de Platino a la mejor figura de la última década de las Letras Argentinas en la disciplina "Teatro: Quinquenio 2004-2008".
- 2014 Premio Cuna de la Tradición. Asociación Periodistas de San Martín.
- 2014 Gran Premio de Honor de ARGENTORES.
- 2014 Premio Radio Nacional a la Trayectoria.
- 2014 Premio Perfil a la Inteligencia. Categoría Humadidades y Aporte Cultural.
- 2014 Nombramiento Profesor Honorario de UBA. Universidad de Buenos Aires.
- 2014 Premio de la Crítica al mejor libro argentino de la creación literaria 2014 en la 41ra. Feria Internacional del Libro de Buenos Aires. Por Terrenal.
- 2014 Premio Trinidad Guevara Mejor autor argentino. Por Terrenal.
- 2014 Premio Teatro XXI. Mejor obra dramática. Por Terrenal.
- 2015 Premio ACE Mejor Obra Nacional por Terrenal.
- 2016 Premio al Fomento de las Artes Radio France Internacionale – Radio Cultura. Mención de Honor por Terrenal. Pequeño misterio ácrata.
- 2016 Premio Los Destacados de ALIJA. Asociación de Literatura Infantil y Juvenil. Por Juan Darién. 2016.
- 2016 Premio Tablas. Programa radial El sube y baja.
- 2016 Premio del Espectador. Por el texto de Salvajada. Escuela de Espectadores de Buenos Aires.
- 2016 Premio Javier Villafañe. Por Salvajada. Mejor Versión libre o adaptación de texto para teatro de títeres y/u objetos.
- 2017 Mención Especial Javier Villafañe. “Aporte a la dramaturgia argentina de Teatro de títeres para niños y adultos, su conocimiento profundo sobre este arte y su mirada atenta, original y vigente.”
- 2024 Premio Konex de Platino a la mejor figura de la última década de las Letras Argentinas en la disciplina "Teatro: Quinquenio 2014-2018".[1]